# Bíblia
A Bíblia (em grego koiné: τὰ βιβλία, transl.: tà biblía – trad.: “os livros”) é uma antologia de textos religiosos ou escrituras sagradas para o cristianismo, o judaísmo, o samaritanismo e muitas outras religiões. Esses textos, originalmente escritos em hebraico, aramaico e grego koiné, incluem instruções, histórias, poesias e profecias, entre outros gêneros literários. A coleção de materiais que são aceitos como parte da Bíblia por uma determinada tradição ou comunidade religiosa é chamada de cânone bíblico. Os crentes na Bíblia geralmente a consideram um produto da inspiração divina e interpretam o texto de maneiras diferentes e variadas.
Os textos religiosos foram compilados por diferentes comunidades religiosas em várias coleções oficiais. A mais antiga, chamada de Torá em hebraico e Pentateuco em grego, continha os primeiros cinco livros da Bíblia; a segunda parte mais antiga era uma coleção de histórias narrativas e profecias (os Nevi'im); a terceira coleção (o Ketuvim) contém salmos, provérbios e histórias narrativas. Tanakh é um termo alternativo para a Bíblia hebraica composta pelas primeiras letras dessas três partes das escrituras hebraicas: a Torá  ("Ensino"), o Nevi'im ("Profetas") e o Ketuvim ("Escritos"). O texto massorético é a versão medieval do Tanakh, em hebraico e aramaico, que é considerado o texto oficial da Bíblia hebraica pelo judaísmo rabínico moderno. A Septuaginta é uma tradução grega koiné do Tanakh dos séculos III e II a.C. e em grande parte sobrepõe-se à Bíblia hebraica.
O cristianismo começou como uma vertente do judaísmo, usando a Septuaginta como base do Antigo Testamento. A Igreja primitiva continuou a tradição judaica de escrever e incorporar o que via como livros religiosos inspirados e oficiais. Os evangelhos, epístolas paulinas e outros textos rapidamente se fundiram no Novo Testamento.
Com vendas totais estimadas em mais de cinco bilhões de cópias, a Bíblia é amplamente considerada a publicação mais vendida de todos os tempos. Ela teve uma profunda influência tanto na cultura e história ocidentais quanto nas culturas ao redor do mundo. O estudo da Bíblia por meio da crítica bíblica também impactou indiretamente a cultura e a história. A Bíblia está atualmente traduzida ou sendo traduzida para cerca de metade das línguas existentes do mundo.

## Etimologia
O termo "Bíblia" pode se referir à Bíblia hebraica ou à Bíblia cristã, que contém o Antigo e o Novo Testamento.
A palavra Bíblia é derivada do termo em grego koiné τὰ βιβλία, que significa "os livros" (singular βιβλίον). A palavra βιβλίον em si tinha o significado literal de "rolo" e passou a ser usada como a palavra comum para "livro". É o diminutivo de βύβλος byblos, "papiro egípcio", possivelmente assim chamado a partir do nome do porto marítimo fenício Biblos (também conhecido como Gebal) de onde o papiro egípcio era exportado para a Grécia.
O termo grego ta biblia ("os livros") era "uma expressão que os judeus helenísticos usavam para descrever seus livros sagrados". O estudioso bíblico F. F. Bruce observa que João Crisóstomo parece ser o primeiro escritor (em suas Homilias sobre Mateus, proferidas entre 386 e 388) a usar a frase grega ta biblia ("os livros") para descrever o Antigo e o Novo Testamento juntos.
A expressão em latim biblia sacra ("livros sagrados") foi traduzida do grego τὰ βιβλία τὰ ἅγια (tà biblía tà hágia, "os livros sagrados"). O termo biblia do latim medieval é a abreviação de biblia sacra ("livro sagrado"). Gradualmente, passou a ser considerado um substantivo feminino singular em latim medieval e, assim, a palavra foi emprestada como singular para os vernáculos da Europa Ocidental.

## Desenvolvimento e história

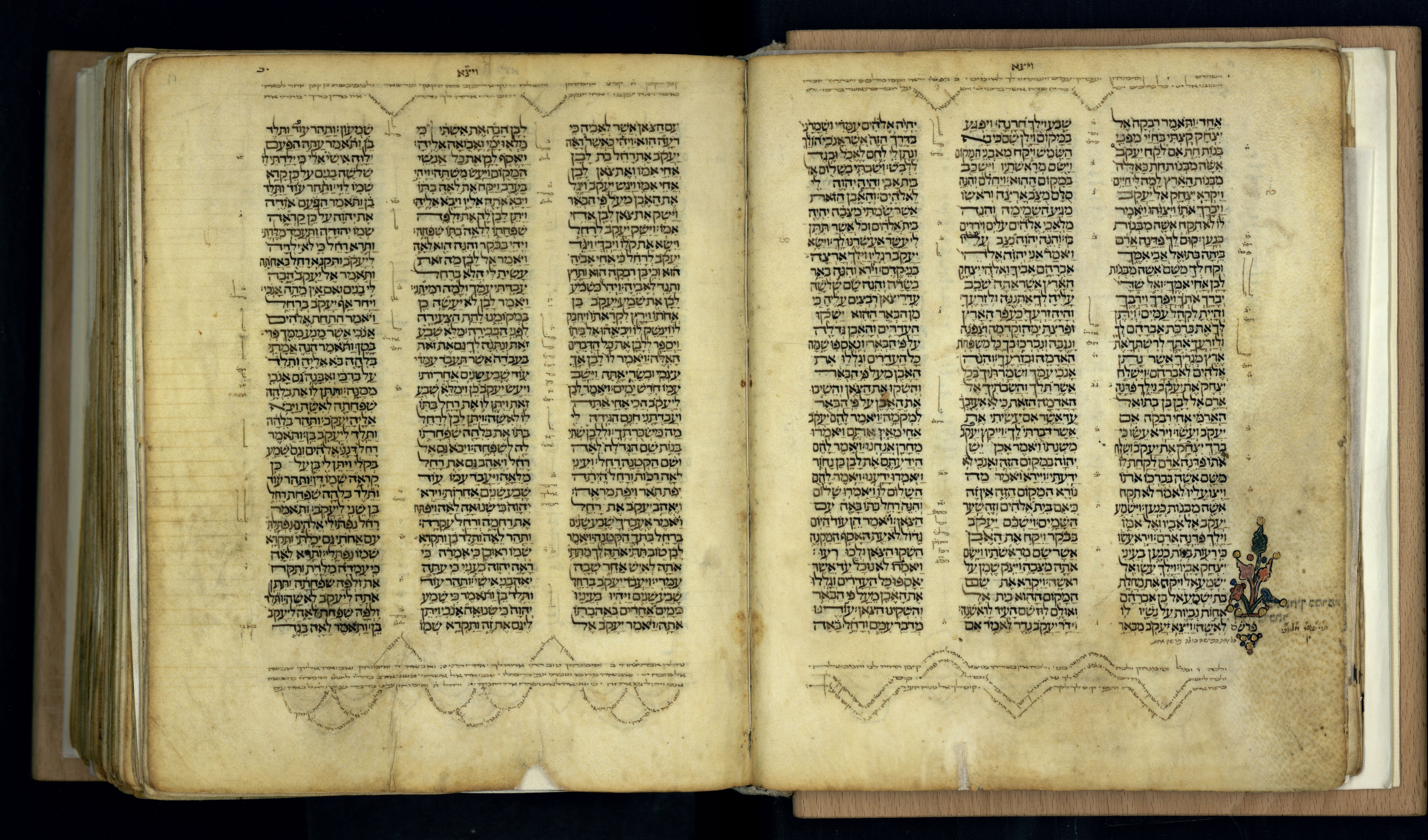
Bíblia hebraica de 1300. Gênese.

A Bíblia não é um único livro; é uma coleção de livros cujo seu complexo desenvolvimento não é completamente compreendido. Os livros mais antigos começaram como canções e histórias transmitidas oralmente de geração em geração. Os estudiosos estão apenas começando a explorar "a interface entre escrita, performance, memorização e a dimensão auditiva" dos textos. As indicações atuais são de que o antigo processo de escrita-leitura foi complementado pela memorização e performance oral na comunidade. A Bíblia foi escrita e compilada por muitas pessoas, a maioria desconhecida, de uma variedade de culturas díspares.
O estudioso bíblico britânico John K. Riches escreveu:

Os textos bíblicos foram produzidos em um período em que as condições de vida dos escritores — políticas, culturais, econômicas e ecológicas — variavam enormemente. Há textos que refletem uma existência nômade, textos de pessoas de uma monarquia estabelecida e culto ao Templo, textos do exílio, textos nascidos da feroz opressão por governantes estrangeiros, textos da corte, textos de pregadores carismáticos errantes, textos daqueles que se entregam ao ares de escritores helenísticos sofisticados. É um intervalo de tempo que engloba as composições de Homero, Platão, Aristóteles, Tucídides, Sófocles, César, Cícero  e Catulo. É um período que vê a ascensão e queda do Império Assírio (do décimo segundo ao sétimo século) e do Império Persa (sexto ao quarto século) por Alexandre (336–326), a ascensão de Roma e sua dominação do Mediterrâneo (século IV até a fundação do Principado, em 27 a.C.), a destruição do Templo de Jerusalém (70 d.C.), e a extensão do domínio romano para partes da Escócia (84 d.C.).
Os livros da Bíblia foram inicialmente escritos e copiados à mão em rolos de papiro. Nenhum original sobreviveu. A idade da composição original dos textos é, portanto, difícil de determinar e muito debatida. Usando uma abordagem linguística e historiográfica combinada, Hendel e Joosten datam as partes mais antigas da Bíblia hebraica (o Cântico de Débora em Juízes 5 e a história de Sansão de Juízes 16 e 1 Samuel) como tendo sido compostas no início da Idade do Ferro pré-monárquica (c. 1200 a.C.). Os Manuscritos do Mar Morto, descobertos nas cavernas de Qumran em 1947, são cópias que podem ser datadas entre 250 a.C. e 100 d.C. São as cópias mais antigas existentes dos livros da Bíblia hebraica de qualquer tamanho que não sejam simplesmente fragmentos.
Os primeiros manuscritos provavelmente foram escritos em paleo-hebraico, uma espécie de pictograma cuneiforme semelhante a outros pictogramas do mesmo período. O exílio para a Babilônia provavelmente levou à mudança de escrita (aramaico) nos séculos V a III a.C. Desde a época dos pergaminhos do Mar Morto, a Bíblia hebraica era escrita com espaços entre as palavras para ajudar na leitura. Por volta do século VIII d.C., os massoretas acrescentaram sinais vocálicos. Levitas ou escribas mantiveram os textos, sendo que alguns textos sempre foram tratados como mais oficiais do que outros. Os escribas preservavam e alteravam os textos alterando a escrita e atualizando as formas arcaicas ao mesmo tempo em que faziam correções. Esses textos hebraicos foram copiados com muito cuidado.

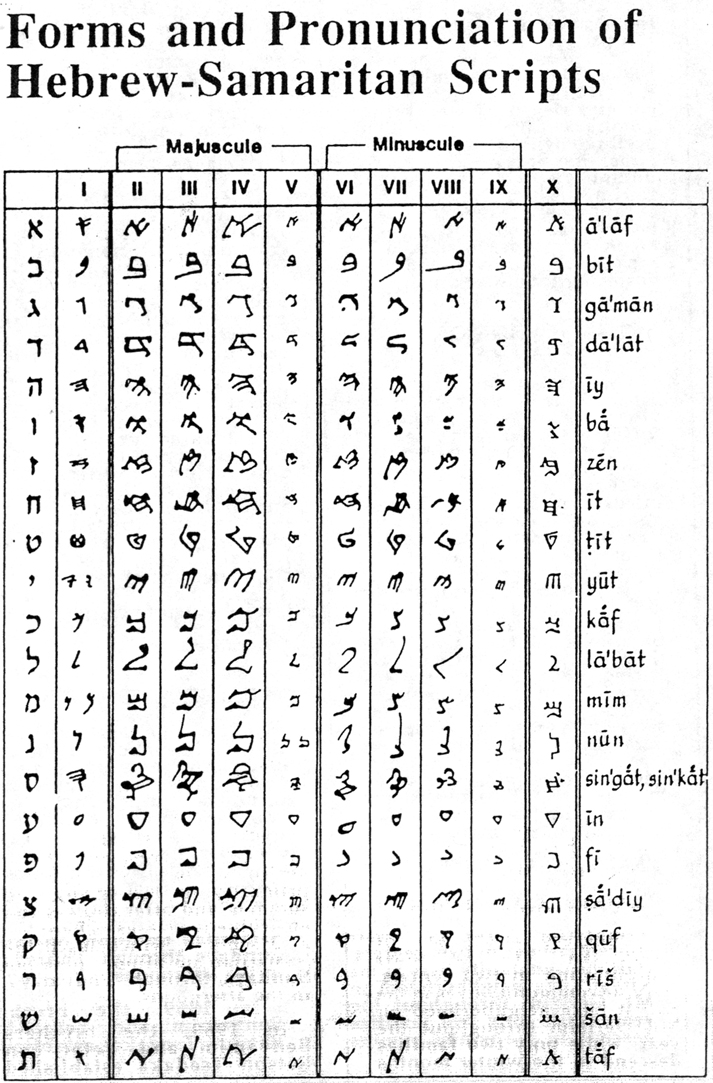
Escrita hebraico-samaritana

Considerados como escrituras (textos religiosos sagrados e oficiais), os livros foram compilados por diferentes comunidades religiosas em vários cânones bíblicos (coleções oficiais de escrituras). A compilação mais antiga, contendo os primeiros cinco livros da Bíblia e chamada de Torá (que significa "lei", "instrução" ou "ensino") ou Pentateuco ("cinco livros"), foi aceita como cânone judaico pelo século V a.C. Uma segunda coleção de histórias narrativas e profecias, chamada Nevi'im ("profetas"), foi canonizada no século III a.C. Uma terceira coleção chamada Ketuvim ("escritos"), contendo salmos, provérbios e histórias narrativas, foi canonizada em algum momento entre o século II a.C. e o século II d.C. Essas três coleções foram escritas principalmente em hebraico bíblico, com algumas partes em aramaico, que juntas formam a Bíblia hebraica ou "TaNaKh" (uma abreviação de "Torá", "Nevi'im" e "Ketuvim").
Existem três versões históricas principais da Bíblia hebraica: a Septuaginta, o Texto Massorético e o Pentateuco Samaritano (que contém apenas os cinco primeiros livros). Elas estão relacionadas, mas não compartilham os mesmos caminhos de desenvolvimento. A Septuaginta, ou LXX, é uma tradução das escrituras hebraicas, e alguns textos relacionados, para o grego koiné, iniciada em Alexandria no final do século III a.C. e concluída em 132 a.C. Provavelmente encomendada por Ptolomeu II Filadelfo, rei do Egito, atendeu à necessidade dos judeus de língua grega da diáspora greco-romana. As cópias completas existentes da Septuaginta datam do século III ao V d.C., com fragmentos que datam do século II a.C. A revisão de seu texto começou já no século I a.C. Fragmentos da Septuaginta foram encontrados entre os Manuscritos do Mar Morto; partes de seu texto também são encontradas em papiros existentes do Egito que datam do séculos I e II a.C. e do século I d.C.:5
Os massoretas começaram a desenvolver o que se tornaria o texto hebraico e aramaico oficial dos 24 livros da Bíblia hebraica no judaísmo rabínico perto do final do período talmúdico (c. 300 – c. 500 a.C.), mas a data real é difícil de determinar. Nos séculos VI e VII, três comunidades judaicas contribuíram com sistemas para escrever o texto preciso, com sua vocalização e acentuação conhecidos como mas'sora (da qual derivamos o termo "massorético"). Esses primeiros estudiosos massoréticos estavam baseados principalmente nas cidades galileanas de Tiberíades e Jerusalém, e na Babilônia (atual Iraque). Aqueles que viviam na comunidade judaica de Tiberíades na antiga Galiléia (c. 750-950), fizeram cópias de escribas dos textos da Bíblia hebraica sem um texto padrão, como fazia a tradição babilônica. A pronúncia canônica da Bíblia hebraica (chamada hebraica tiberiana) que eles desenvolveram, e muitas das notas que fizeram, diferiam da babilônica. Essas diferenças foram resolvidas em um texto padrão chamado Texto Massorético no século IX. A cópia completa mais antiga ainda existente é o Códice de Leningrado, datado de c. 1000 d.C.
O Pentateuco Samaritano é uma versão da Torá mantida pela comunidade samaritana desde a Antiguidade, que foi redescoberta por estudiosos europeus no século XVII; suas cópias existentes mais antigas datam de c. 1100 d.C. Os samaritanos incluem apenas o Pentateuco (Torá) em seu cânon bíblico. Eles não reconhecem autoria ou inspiração divina em nenhum outro livro do Tanakh judaico.Schaff 1885, Chapter XLIX Existe um Livro Samaritano de Josué parcialmente baseado no Livro de Josué do Tanakh, mas os samaritanos o consideram uma crônica histórica secular não canônica.
No século VII, a primeira forma de códice da Bíblia hebraica foi produzida. O códice é o precursor do livro moderno. Popularizado pelos primeiros cristãos, era feito dobrando-se uma única folha de papiro ao meio, formando “páginas”. Juntar várias dessas páginas dobradas criou um "livro" que era mais facilmente acessível e mais portátil do que os pergaminhos. Em 1488, foi produzida a primeira versão impressa completa da Bíblia hebraica.

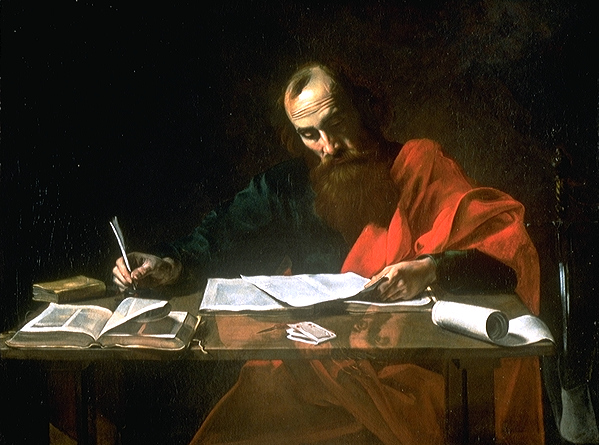
São Paulo escrevendo suas epístolas, c. 1619 pintura de Valentin de Boulogne

Durante a ascensão do cristianismo no século I, novas escrituras foram escritas em grego koiné. Os cristãos chamaram essas novas escrituras de "Novo Testamento" e começaram a se referir à Septuaginta como o "Antigo Testamento". O Novo Testamento foi preservado em mais manuscritos do que qualquer outro trabalho antigo. A maioria dos primeiros copistas cristãos não eram escribas treinados.
Muitas cópias dos evangelhos e das cartas de Paulo foram feitas por cristãos individuais em um período de tempo relativamente curto, logo após os originais terem sido escritos. Há evidências nos Evangelhos Sinóticos, nos escritos dos primeiros pais da igreja, de Marcião, e na Didache de que os documentos cristãos estavam em circulação antes do final do século I. As cartas de Paulo circularam durante sua vida e acredita-se que sua morte tenha ocorrido antes de 68 durante o reinado de Nero. Os primeiros cristãos transportaram esses escritos por todo o Império Romano, traduzindo-os para o siríaco antigo, copta, etíope e latim, entre outras línguas.
Bart Ehrman explica como esses vários textos mais tarde foram agrupados por estudiosos em categorias:
durante os primeiros séculos da igreja, os textos cristãos eram copiados em qualquer lugar para onde fossem escritos ou levados. Como os textos eram copiados localmente, não é surpresa que diferentes localidades tenham desenvolvido diferentes tipos de tradição textual. Ou seja, os manuscritos em Roma tinham muitos dos mesmos erros, porque eram em sua maioria documentos “internos”, copiados uns dos outros; eles não foram muito influenciados por manuscritos copiados na Palestina; e os da Palestina assumiram características próprias, que não eram as mesmas encontradas em um lugar como Alexandria, no Egito. Além disso, nos primeiros séculos da igreja, alguns locais tinham escribas melhores do que outros. Estudiosos modernos chegaram a reconhecer que os escribas em Alexandria — que era um importante centro intelectual no mundo antigo — eram particularmente escrupulosos, mesmo nestes primeiros séculos, e que lá, em Alexandria, uma forma muito pura do texto dos primeiros cristãos foi preservada, década após década, por escribas cristãos dedicados e relativamente habilidosos.
Essas diferentes histórias produziram o que os estudiosos modernos chamam de "tipos de texto" reconhecíveis. As quatro mais comumente reconhecidas são alexandrina, ocidental, cesariana e bizantina.

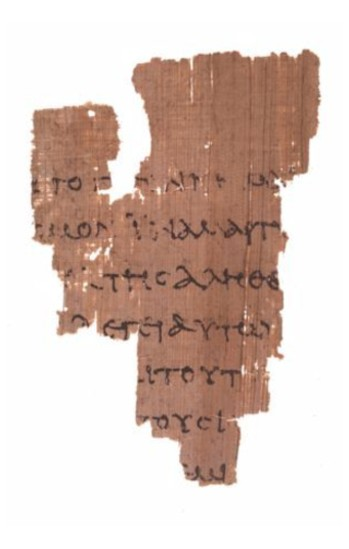
Papiro P52 é o fragmento mais antigo existente de papiro do Novo Testamento. Contém frases do Livro de João.

A lista de livros incluídos na Bíblia católica foi estabelecida como cânone pelo Concílio de Roma em 382, seguido por Hipona em 393 e Cartago em 397. Entre os anos 385 e 405, a Igreja cristã primitiva traduziu seu cânon para o latim vulgar (o latim comum falado por pessoas comuns), uma tradução conhecida como Vulgata. Desde então, os cristãos católicos realizaram concílios ecumênicos para padronizar seu cânon bíblico. O Concílio de Trento (1545-1563), realizado pela Igreja Católica em resposta à Reforma Protestante, autorizou a Vulgata como sua tradução latina oficial da Bíblia e reafirmou o cânon estabelecido 1200 anos atrás. Uma série de cânones bíblicos evoluíram desde então. Os cânones bíblicos cristãos variam dos 73 livros do cânone da Igreja Católica e os 66 livros do cânone da maioria das denominações protestantes, aos 81 livros do cânone da Igreja Ortodoxa Etíope, entre outros. O judaísmo há muito aceita um único texto oficial, enquanto o cristianismo nunca teve uma versão oficial, tendo muitas tradições manuscritas diferentes.
Todos os textos bíblicos eram tratados com reverência e cuidado por aqueles que os copiaram, mas existem erros de transmissão, chamados variantes, em todos os manuscritos bíblicos. Uma variante é simplesmente qualquer desvio entre dois textos. O crítico textual Daniel B. Wallace explica que "cada desvio conta como uma variante, independentemente de quantos manuscritos o atestam". O estudioso hebraico Emanuel Tov diz que o termo não é avaliativo; é simplesmente um reconhecimento de que os caminhos de desenvolvimento de diferentes textos se separaram.
Manuscritos medievais da Bíblia hebraica eram considerados extremamente precisos: os documentos de maior autoridade para copiar outros textos. Mesmo assim, David Carr afirma que os textos hebraicos contêm tipos de variantes acidentais e intencionais: "variantes de memória" são geralmente diferenças acidentais. As variantes também incluem a substituição de equivalentes lexicais, diferenças semânticas e gramaticais e mudanças de escala maior na ordem, com algumas revisões importantes dos textos massoréticos que devem ter sido intencionais.
A maioria das variantes são acidentais, como erros de ortografia, mas algumas mudanças foram intencionais. Mudanças intencionais nos textos do Novo Testamento foram feitas para melhorar a gramática, eliminar discrepâncias, harmonizar passagens paralelas, combinar e simplificar várias leituras variantes em uma, e por razões teológicas. Bruce K. Waltke observa que uma variante para cada dez palavras foi observada na recente edição crítica da Bíblia hebraica, a Biblia Hebraica Stuttgartensia, deixando 90% do texto hebraico sem variação. A quarta edição do Novo Testamento Grego da Sociedade Bíblica Unida observa variantes que afetam cerca de 500 de 6.900 palavras, ou cerca de 7% do texto.

## Interpretação
Segundo o jornalista David Plotz, da revista eletrônica Slate, até um século atrás, a maioria dos estadunidenses bem instruídos conheciam a Bíblia a fundo. Ele também afirma que atualmente, o desconhecimento bíblico é praticamente total entre pessoas não religiosas. Ainda segundo Plotz, mesmo entre os fiéis, a leitura da Bíblia é irregular: a Igreja Católica inclui somente uma pequena parcela do Antigo Testamento nas leituras oficiais; os judeus estudam bastante os cinco primeiros livros da Bíblia, mas não se importam muito com o restante; os judeus ortodoxos normalmente passam mais tempo lendo o Talmude ou outra coisa que a Bíblia em si; muitos protestantes e/ou evangélicos leem a Bíblia frequentemente, mas geralmente dão mais ênfase ao Novo Testamento.
A inacessibilidade da Bíblia entre a Antiguidade e a Idade Média resultou na criação de diversas narrativas sobre os personagens bíblicos, criando acréscimos e distorções. A Igreja Católica não podia entregar muitos exemplares da Bíblia, por causa das dificuldades da época que não existia impressão, tendo a Igreja alegado que nem todos teriam a capacidade necessária para interpretá-la, devido à sua complexidade, tanto que a Igreja justificava essa dificuldade de entendê-la, mostrando aos seus fiéis as grandes heresias que até desbalancear a sociedade, desbalanceava, como o catarismo.
Os conflitos entre ciência e religião foram, em parte, ajudados pela interpretação literal da Bíblia. Esta não deve ser interpretada como um relato preciso da história da humanidade ou uma descrição perfeita da natureza. Galileu Galilei considerava que a Bíblia deveria ser interpretada a partir do estudo da natureza.
Os escravocratas basearam-se na parte da Bíblia que conta sobre Noé ter condenado seu filho Cam e seus descendentes à escravidão para justificar religiosamente a escravidão.
Martinho Lutero considerava que o amor de Cristo era alcançável gratuitamente por meio da Bíblia. Foi um dos primeiros teólogos a sugerir que as pessoas deveriam ler e interpretar a Bíblia por si mesmas. A maioria das pessoas interpreta a Bíblia por intermédio de seu líder religioso.

## Estrutura interna
A Bíblia é dividida em duas partes: o Antigo e o Novo Testamentos. O primeiro, na versão aceita de forma geral por protestantes e judeus, apresenta a história do mundo desde sua criação até os acontecimentos após a volta dos judeus do exílio babilônico, no século IV a.C. Os católicos e ortodoxos, por outro lado, têm um cânon mais extenso, cobrindo até os asmoneus do século II a.C.
O Novo Testamento apresenta a história de Jesus Cristo e a pregação de seus ensinamentos, durante sua vida e após sua morte e ressurreição, no século I. (ver: Vida de Cristo) A Bíblia não era dividida em capítulos até 1 227, quando o cardeal Sthepen Langton os criou, e não apresentava versículos até ser assim dividida em 1 551 por Robert Stephanus.

### Livros do Antigo Testamento
A quantidade de livros do Antigo Testamento varia de acordo com a religião ou denominação cristã que o adota: a Bíblia dos cristãos protestantes e o Tanakh judaico incluem apenas 39 livros, enquanto a Igreja Católica possui 46 e a Igreja Ortodoxa em geral aceita 51. Os sete livros existentes na Bíblia católica, ausentes da judaica e da protestante são conhecidos como deuterocanônicos para os católicos e apócrifos para os protestantes. O mesmo se aplica aos livros da Bíblia ortodoxa, que por sua vez pode vir a ter mais livros.
Os livros do Antigo Testamento aceitos por todos os cristãos como sagrados (chamados protocanônicos pela Igreja Católica) são: Gênesis, Êxodo, Levítico, Números, Deuteronômio, Josué, Juízes, Rute, I Samuel, II Samuel, I Reis, II Reis, I Crônicas, II Crônicas, Esdras, Neemias, Ester, Jó, Salmos, Provérbios, Eclesiastes, Cânticos dos Cânticos, Isaías, Jeremias, Lamentações, Ezequiel, Daniel, Oseias, Joel, Amós, Obadias, Jonas, Miqueias, Naum, Habacuque, Sofonias, Ageu, Zacarias e Malaquias.
Os deuterocanônicos, aceitos pela Igreja Católica como sagrados são: Tobias, Judite, I Macabeus, II Macabeus, Sabedoria, Eclesiástico e Baruque. Estes estão disponíveis na tradução grega do Antigo Testamento, datada do Século I a.C., a Septuaginta.
Segundo a visão protestante, os textos deuterocanônicos (chamados "Livros apócrifos" pelos protestantes) foram, supostamente, escritos entre Malaquias e o Novo Testamento, numa época em que segundo o historiador judeu Flávio Josefo, a Revelação Divina havia cessado porque a sucessão dos profetas era inexistente ou imprecisa (ver: Testimonium Flavianum). O parecer de Josefo não é aceito pelos cristãos católicos, ortodoxos e por alguns protestantes, e igualmente pensam assim uma maioria judaica não farisaica, porque Jesus afirma que durou até João Batista, "A lei e os profetas duraram até João" (cf. Lucas 16:16; Mateus 11:13).

### Livros do Novo Testamento
O Novo Testamento é composto de 27 livros: Evangelho de Mateus, Evangelho de Marcos, Evangelho de Lucas, Evangelho de João, Atos dos Apóstolos, Romanos, I Coríntios, II Coríntios, Gálatas, Efésios, Filipenses, Colossenses, I Tessalonicenses, II Tessalonicenses, I Timóteo, II Timóteo, Tito, Filémon, Hebreus, Epístola de Tiago, Primeira Epístola de Pedro, Segunda Epístola de Pedro, Primeira Epístola de João, Segunda Epístola de João, Terceira Epístola de João, Epístola de Judas e Apocalipse.
As traduções do Novo Testamento foram feitas a partir de mais de 5 000 manuscritos, que podem ser divididos em duas categorias: Texto-Tipo Bizantino e Texto-Tipo Alexandrino. Os pergaminhos do Texto-Tipo Bizantino (também chamado Textus Receptus) são representados pela maioria (cerca de 95%) dos manuscritos existentes.
Através dos séculos, desde o começo da era cristã, e inclusive em alguns contextos, como na Reforma Protestante do século XVI, os textos deuterocanônicos do Novo Testamento foram tão debatidos como os textos deuterocanônicos do Antigo Testamento. Finalmente, os reformistas protestantes decidiram rejeitar todos os textos deuterocanônicos do Antigo Testamento, e aceitar todos os textos deuterocanônicos do Novo Testamento, embora houvesse em Lutero, no processo da Reforma Protestante, a intenção de remover determinados livros do Novo Testamento por considerá-los apócrifos ou dolosos, como a Epístola de Tiago. (ver: Apócrifos do Novo Testamento).

### Origem do termo "testamento"
Este vocábulo não se encontra na Bíblia como designação de uma de suas partes. A palavra portuguesa "testamento" corresponde à palavra hebraica berith (que significa aliança, pacto, convênio, contrato), e designa a aliança que Deus fez com o povo de Israel no monte Sinai, tal como descrito no livro de Êxodo (Êxodo 24:1–8 e Êxodo 34:10–28). Segundo a própria Bíblia, tendo sido esta aliança quebrada pela infidelidade do povo, Deus prometeu uma nova aliança (Jeremias 31:31–34) que deveria ser ratificada com o sangue de Cristo (Mateus 26:28). Os escritores do Novo Testamento denominam a primeira aliança de antiga (Hebreus 8:13), em contraposição à nova (2 Coríntios 3:6–14).
Os tradutores da Septuaginta traduziram berith para diatheke, embora não haja perfeita correspondência entre as palavras, já que berith designa "aliança" (compromisso bilateral) e diatheke tem o sentido de "última disposição dos próprios bens", "testamento" (compromisso unilateral).
As respectivas expressões "antiga aliança" e "nova aliança" passaram a designar a coleção dos escritos que contêm os documentos respectivamente da primeira e da segunda aliança. As denominações "Antigo Testamento" e "Novo Testamento", para as duas coleções dos livros sagrados, começaram a ser usadas no final do século II, quando os evangelhos e outros escritos apostólicos foram considerados como parte do cânon sagrado. O termo "testamento" surgiu através do latim, quando a primeira versão latina do Antigo Testamento grego traduziu diatheke por testamentum. Jerônimo de Estridão, revisando esta versão latina, manteve a palavra testamentum, equivalendo ao hebraico berith — "aliança", "concerto", quando a palavra não tinha essa significação no grego (ver: Vulgata). Afirmam alguns pesquisadores que a palavra grega para "contrato", "aliança" deveria ser suntheke, por traduzir melhor o hebraico berith.

## Versões e traduções

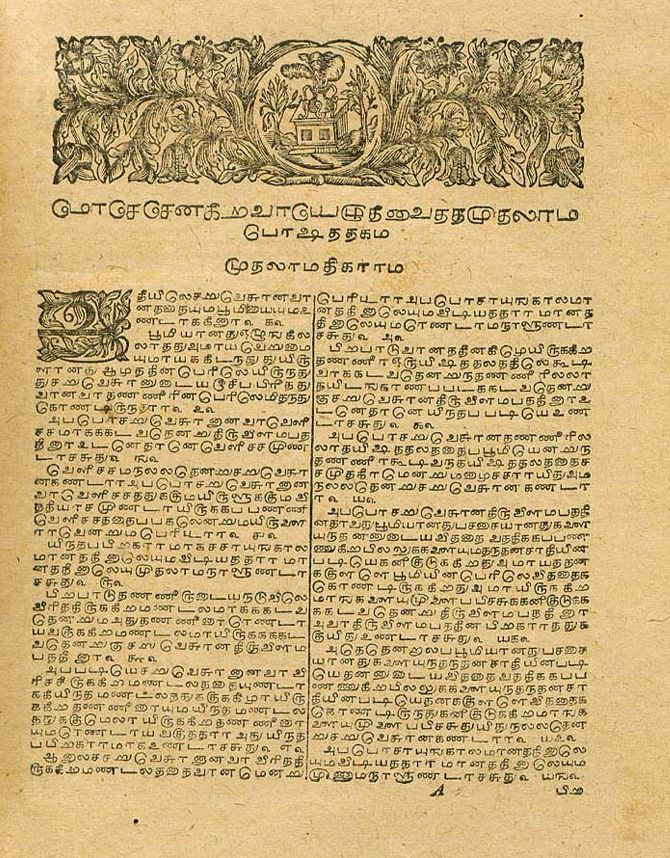
Livro do Gênesis, Bíblia em tâmil de 1723

As diversas igrejas cristãs possuem algumas divergências quanto aos seus cânones sagrados, inclusive entre protestantes. A Igreja Católica possui 46 livros no Antigo Testamento como parte de seu cânone bíblico. Os livros de Livro de Tobias, Judite, Sabedoria, Eclesiástico, Baruque, I Macabeus e II Macabeus e as chamadas Adições em Ester e Adições em Daniel) são considerados "deuterocanônicos" (ou "do segundo cânon") pela Igreja Católica. Além disso, existem 27 livros no Novo Testamento.
As igrejas cristãs ortodoxas e as outras igrejas orientais, aceitam, além de todos estes já citados, outros dois livros de Esdras, outros dois dos Macabeus, a Oração de Manassés, e alguns capítulos a mais no final do livro dos Salmos (um nas Bíblias das igrejas de tradição grega, cóptica, eslava e bizantina, e cinco nas Bíblias das igrejas de tradição siríaca).
A grande fonte hebraica para o Antigo Testamento é o chamado Texto Massorético. Trata-se do texto hebraico fixado ao longo dos séculos por escolas de copistas, chamados massoretas, que tinham como particularidade um escrúpulo rigoroso na fidelidade da cópia ao original. O trabalho dos massoretas, de cópia e também de vocalização do texto hebraico (que não tem vogais, e que, por esse motivo, ao tornar-se língua morta, necessitou de as indicar por meio de sinais), prolongou-se até ao Século VIII d.C. Pela grande seriedade deste trabalho, e por ter sido feito ao longo de séculos, o texto massorético (sigla TM) é considerado a fonte mais autorizada para o texto hebraico bíblico original.
No entanto, outras versões do Antigo Testamento têm importância, e permitem suprir as deficiências do Texto Massorético. É o caso do Pentateuco Samaritano (os samaritanos que eram uma comunidade étnica e religiosa separada dos judeus, que tinham culto e templo próprios, e que só aceitavam como livros sagrados os do Pentateuco), e principalmente a Septuaginta grega (sigla LXX).
A Versão dos Setenta ou Septuaginta grega, designa a tradução grega do Antigo Testamento, elaborada entre os séculos IV e I a.C., feita em Alexandria, no Egito. O seu nome deve-se à lenda que dizia ter sido essa tradução um resultado milagroso do trabalho de 70 eruditos judeus, e que pretende exprimir que não só o texto, mas também a tradução, fora inspirada por Deus. A Septuaginta grega é a mais antiga versão do Antigo Testamento que conhecemos. A sua grande importância provém também do facto de ter sido essa a versão da Bíblia utilizada entre os cristãos, desde o início, versão que continha os deuterocanônicos, e a que é de maior citação do Novo Testamento, mais do que o Texto Massorético.
A Igreja Católica considera como oficiais 73 livros bíblicos (46 do Antigo Testamento e 27 do Novo), sendo 7 livros a mais no Antigo Testamento do que das demais religiões cristãs e pelo judaísmo. Já a Bíblia usada pela Igreja Ortodoxa contém 78 livros, 5 a mais que a católica e 12 a mais que a protestante.

### Mundo lusófono
A primeira versão portuguesa da Bíblia surgiu em 1681, a partir das línguas originais, traduzida para o português por João Ferreira de Almeida. Almeida morreu antes de concluir o trabalho, que foi finalizado por colaboradores da Igreja Reformada holandesa, e a versão completa com o Antigo Testamento foi publicada no início de 1750.

### Religiões
Os judeus têm o Pentateuco (Gênesis, Êxodo, Levítico, Números, Deuteronômio) como seu mais importante livro sagrado, o qual chamam de Torá. O restante do Antigo Testamento de acordo com a tradição protestante são chamados de Nevi'im e Ketuvim, coletivamente com a Torá chamados de Tanakh. Os samaritanos, cuja fé se originou em uma antiga divisão no seio de Israel, usam apenas a Torá. A fé bahá'i tem tanto a Bíblia quanto o Alcorão como livros sagrados, além de seu livro particular, o Kitáb-i-Aqdas.
O Alcorão, livro sagrado do Islã, possui várias passagens em coincidência com a Bíblia, o que leva alguns estudiosos islâmicos a estudarem-na em busca de informações adicionais. As visões dentro do Islã sobre esta Escritura, no entanto, são variadas, com o próprio Alcorão denunciando-a como corrupta e estudiosos como Abzeme denunciando os supostos textos subjacentes à Bíblia condizentes à ortodoxia islâmica como irrecuperáveis.

Os Espíritas consideram a Primeira Aliança como um livro histórico, e têm sua doutrina, seus princípios morais, fundamentada em O Evangelho segundo o Espiritismo, que alegam ser uma terceira revelação, superando o Antigo e o Novo Testamentos, que creem ser, respectivamente, a revelação da lei por Moisés e a da graça por Jesus Cristo.
Os Santos dos Últimos Dias usam uma versão da Bíblia Almeida na língua portuguesa com referências a suas outras obras-padrão no rodapé. Apesar de O Livro de Mórmon ser a pedra angular da doutrina, eles também fazem o uso da Bíblia, e acreditam que ambas as escrituras se confirmam e se completam.

### Erros e adulterações
No século XIII, diversos estudiosos, especialmente de ordens dominicanas e franciscanas, como Roger Bacon, denunciavam erros e buscavam corrigir (através de pesquisas em textos hebraicos e gregos) as traduções usadas nas cópias em latim mais populares da época, chamadas "Bíblias de Paris". Com as descobertas da biblioteca de Nag Hammadi e dos Manuscritos do Mar Morto (ou Qumram), no século XX, essas dúvidas dissiparam-se e, com o advento das técnicas de crítica textual, hoje a Bíblia está disponível com pelo menos 99% de fidelidade aos originais; sendo que a maioria das discrepâncias presentes nos outros 1% dos trechos são de natureza trivial, i. e., sem relevância.
Segundo alguns estudiosos, em maioria de origem nas Testemunhas de Jeová, um erro de tradução da Bíblia seria o de tomar σταυρός (transliterado stavrós) como cruz, e baseando-se nisto, dizer que Jesus foi pregado em uma cruz ao invés de uma estaca de tortura que significa simplesmente um madeiro, pois na época da morte de Jesus, o significado da palavra abrangia apenas uma só estaca ou madeiro. Este posicionamento, no entanto, é rechaçado por outras denominações, que apontam a polissemia da palavra σταυρός e o antigo testemunho de patrísticos como Justino Mártir, Irineu de Lyon e Hipólito de Roma.

## Influência
Com uma tradição literária de dois milênios, a Bíblia tem sido um dos livros mais influentes do mundo. Das práticas de higiene pessoal à filosofia e ética, a Bíblia influenciou direta e indiretamente a política e o direito, a guerra e a paz, a moral sexual, o casamento e a vida familiar, as letras e o aprendizado, as artes, a economia, a justiça social, os cuidados médicos e mais. De acordo com a edição de março de 2007 da Time, a Bíblia "fez mais para moldar a literatura, a história, o entretenimento e a cultura do que qualquer livro já escrito. Sua influência na história mundial é incomparável e não mostra sinais de diminuir." A Bíblia é um dos livros mais publicados do mundo, com vendas totais estimadas em mais de cinco bilhões de cópias. Como tal, a Bíblia teve uma profunda influência, especialmente no mundo ocidental, onde a Bíblia de Gutenberg foi o primeiro livro impresso na Europa usando tipos móveis.

### Críticas
Os críticos veem certos textos bíblicos como moralmente problemáticos. A Bíblia tem conteúdos que são considerados injustos, imorais ou ofensivos por diferentes grupos sociais, produzindo grandes controvérsias. Por exemplo, são criticadas a condenação da homossexualidade como um pecado e uma abominação; sua orientação patriarcal e muitas passagens em que a mulher é colocada em posição subalterna, oprimida e submissa; e o uso de trechos selecionados do texto para justificar violência, intolerância religiosa, discursos de ódio, racismo, teorias supremacistas, privilégios de classe, manipulação política, campanhas colonialistas, genocídios, escravidão e proselitismo religioso.
A Bíblia não condena a escravidão totalmente, mas há versículos que tratam dela e eles têm sido usados para apoiá-la. Alguns escreveram que o supersessionismo começa no livro de Hebreus, onde outros localizam seu início na cultura do Império Romano do século IV.:1 A Bíblia tem sido usada para apoiar a pena de morte, o patriarcado, a intolerância sexual, a violência da guerra total e colonialismo. Na Bíblia cristã, a violência da guerra é abordada de quatro maneiras: pacifismo, não resistência, guerra justa e guerra preventiva, que às vezes é chamada de cruzada.:13–37
Na Bíblia hebraica, há guerra justa e guerra preventiva que inclui os amalequitas, cananeus, moabitas e o registro em Êxodo, Deuteronômio, Josué e ambos os livros de Reis. John J. Collins escreve que as pessoas ao longo da história usaram esses textos bíblicos para justificar a violência contra seus inimigos. Nur Masalha argumenta que o genocídio é inerente a esses mandamentos e que eles serviram como exemplos inspiradores de apoio divino para massacrar oponentes. O antropólogo Leonard B. Glick oferece o exemplo moderno de fundamentalistas judeus em Israel, como Shlomo Aviner, um teórico proeminente do movimento Gush Emunim, que considera os palestinos como os "cananeus bíblicos" e, portanto, sugere que Israel "deve estar preparado para destruir" os palestinos se os palestinos não deixarem a terra.
A "aplicabilidade do termo [genocídio] a períodos anteriores da história" é questionada pelos sociólogos Frank Robert Chalk e Kurt Jonassohn. Uma vez que a maioria das sociedades do passado apoiava e pratica o genocídio, ele era aceito naquela época como algo da "natureza da vida" por causa da sua "brutalidade" inerente; a condenação moral associada a termos como genocídio são produtos da moralidade moderna.:27 A definição do que constitui violência ampliou-se consideravelmente ao longo do tempo.:1–2 A Bíblia reflete como as percepções de violência mudaram para seus autores.:261
De acordo com o historiador Shulamith Shahar, "alguns historiadores sustentam que a Igreja desempenhou um papel considerável na promoção do status inferior das mulheres na sociedade medieval em geral", fornecendo uma "justificativa moral" para a superioridade masculina e aceitando práticas como o espancamento de esposas.:88 Phyllis Trible, em sua agora famosa obra Texts of Terror, conta quatro histórias bíblicas de sofrimento no antigo Israel, onde as mulheres são as vítimas. Tribble descreve a Bíblia como "um espelho" que reflete os humanos e a vida humana em toda a sua "santidade e horror".
Segundo o jornalista David Plotz, da revista online Slate Magazine, a Bíblia tem muitas passagens "difíceis, repulsivas, confusas e entediantes", enquanto especialistas em literatura discordam e abordam a beleza da literatura bíblica em artigos acadêmicos.
Mark Twain tinha uma visão ambígua da Bíblia. Por um lado entendia que ela continha muitas passagens inspiradoras, belas e grandiosas, muitas ideias interessantes e imaginativas, mas de modo geral mantinha uma opinião negativa, verificando que a Bíblia estava cheia de mentiras, hipocrisia, indecências e carnificinas e apresentava um Deus injusto, mesquinho, impiedoso, cruel e vingativo, punindo crianças inocentes pelos erros de seus pais; punindo pessoas pelos pecados de seus governantes; descarregando sua ira em ovelhas e bezerros inofensivos como punição por ofensas insignificantes cometidas por seus proprietários. Também criticava as leituras literais e interpretações errôneas do conteúdo e a influência perniciosa do livro sobre a humanidade, por ter doutrinas contrárias à natureza e à justiça e por fazer o planeta ser coberto de sangue em seu nome.
John Riches, professor de divindade e crítica bíblica da Universidade de Glasgow, fornece a seguinte visão das diversas influências históricas da Bíblia:

Ela inspirou alguns dos grandes monumentos do pensamento humano, literatura e arte; também alimentou alguns dos piores excessos de selvageria humana, interesse próprio e estreiteza mental. Inspirou homens e mulheres a atos de grande serviço e coragem, a lutar pela libertação e pelo desenvolvimento humano; e forneceu o combustível ideológico para sociedades que escravizaram seus semelhantes e os reduziram à pobreza abjeta. ... Talvez acima de tudo, [a Bíblia] forneceu uma fonte de normas religiosas e morais que permitiram às comunidades manter-se unidas, cuidar e proteger umas às outras; no entanto, precisamente esse forte sentimento de pertencimento alimentou, por sua vez, tensões e conflitos étnicos, raciais e internacionais. Ou seja, tem sido a fonte de grande verdade, bondade e beleza, ao mesmo tempo que inspirou mentiras, maldade e feiúra.

### Política e direito
A Bíblia tem sido usada para apoiar e se opor ao poder político. Inspirou a revolução e "uma inversão de poder" porque Deus é muitas vezes retratado como escolhendo o que é "fraco e humilde a confrontar o poderoso (o Moisés gaguejante, o menino Samuel, Saul de uma família insignificante, Davi confrontando Golias, etc.)". Os textos bíblicos têm sido o catalisador de conceitos políticos como democracia, tolerância e liberdade religiosa.:3 Estes, por sua vez, inspiraram movimentos que vão desde o abolicionismo nos séculos XVIII e XIX, até o movimento dos direitos civis dos negros nos Estados Unidos, o movimento contra o apartheid na África do Sul e teologia da libertação na América Latina. A Bíblia, por sua vez, tem sido a fonte de muitos movimentos de paz ao redor do mundo e esforços de reconciliação.
As raízes de muitas leis modernas podem ser encontradas nos ensinamentos da Bíblia sobre o devido processo legal, justiça nos procedimentos criminais e equidade na aplicação da lei. Juízes são instruídos a não aceitar suborno (Deuteronômio 16:19), devem ser imparciais tanto para nativos quanto para estrangeiros (Levítico 24:22; Deuteronômio 27:19), necessitados e poderosos (Levítico 19:15) e ricos e pobres igualmente (Deuteronômio 1:16,17; Êxodo 23:2-6). O direito a um julgamento justo e punição justa também são encontrados na Bíblia (Deuteronômio 19:15; Êxodo 21:23-25). Os mais vulneráveis em uma sociedade patriarcal — crianças, mulheres e estranhos — são escolhidos na Bíblia para proteção especial (Salmo 72:2,4).:47–48

### Responsabilidade social
O fundamento filosófico dos direitos humanos está nos ensinamentos bíblicos da lei natural. Os profetas da Bíblia hebraica repetidamente advertem o povo a praticar justiça, caridade e responsabilidade social. H. A. Lockton escreve em "A Bíblia da Pobreza e Justiça (The Bible Society, 2008) afirma que há mais de 2 mil versículos na Bíblia que tratam das questões de justiça das relações entre ricos e pobres, exploração e opressão". O judaísmo praticava a caridade e curava os doentes, mas tendia a limitar essas práticas ao seu próprio povo. Para os cristãos, as declarações do Antigo Testamento são reforçadas por vários versículos, como Mateus 10:8, Lucas 10:9 e 9:2 e Atos 5:16 que dizem "curar os enfermos". Os autores Vern e Bonnie Bullough escrevem em The care of the sick: the emergence of modern nursing, que isso é visto como um aspecto de seguir o exemplo de Jesus, já que grande parte de seu ministério público se concentrou na cura. No processo de seguir este comando, o monaquismo no terceiro século transformou os cuidados de saúde. Isso produziu o primeiro hospital para os pobres em Cesareia no século IV. O sistema de saúde monástico foi inovador em seus métodos, permitindo que os doentes permanecessem dentro do mosteiro como uma classe especial que recebia benefícios especiais; desestigmatizou a doença, legitimou o desvio da norma que a doença inclui e formou a base para futuros conceitos modernos de assistência à saúde pública. As práticas bíblicas de alimentar e vestir os pobres, visitar prisioneiros, sustentar viúvas e crianças órfãs tiveram um grande impacto.
A ênfase da Bíblia no aprendizado teve uma influência formidável sobre os crentes e a sociedade ocidental. Durante séculos após a queda do Império Romano do Ocidente, todas as escolas na Europa eram escolas religiosas baseadas na Bíblia e, fora dos assentamentos monásticos, quase ninguém tinha a capacidade de ler ou escrever. Essas escolas eventualmente levaram às primeiras universidades do mundo ocidental (criadas pela igreja) na Idade Média, que se espalharam pelo mundo nos dias modernos. Os reformadores protestantes queriam que todos os membros da igreja pudessem ler a Bíblia, então a educação obrigatória para meninos e meninas foi introduzida. Traduções da Bíblia em línguas vernáculas locais apoiaram o desenvolvimento de literaturas nacionais e a invenção de alfabetos.
Os ensinamentos bíblicos sobre a moralidade sexual mudaram o Império Romano, o milênio que se seguiu e continuaram a influenciar a sociedade. O conceito de moralidade sexual de Roma estava centrado no estatuto social e político, no poder e na reprodução social (a transmissão da desigualdade social para a próxima geração). O padrão bíblico era uma "noção radical de liberdade individual centrada em torno de um paradigma libertário de agência sexual completa" na própria imagem do ser humano".:10,38

### Literatura e artes

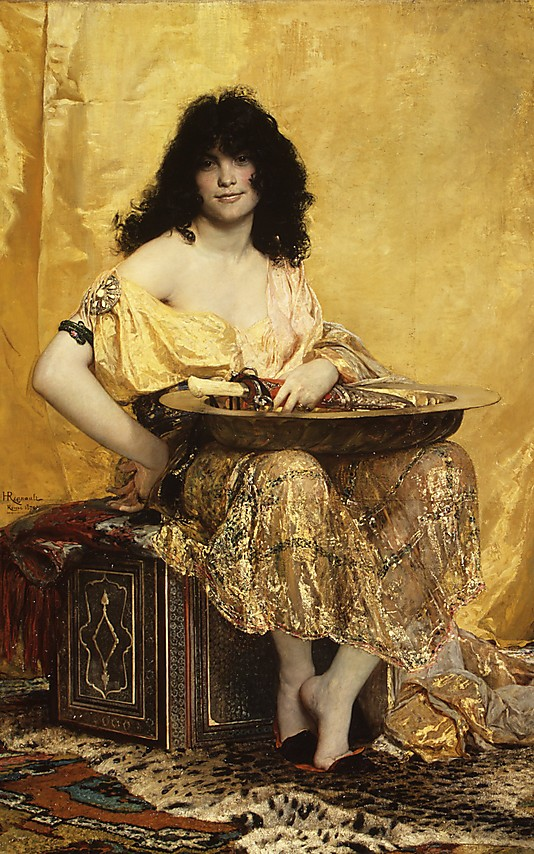
Salomé, de Henri Regnault (1870).

A Bíblia influenciou direta e indiretamente a literatura: a obra Confissões de Santo Agostinho é amplamente considerada a primeira autobiografia da literatura ocidental. A Summa Theologica, escrita entre 1265 e 1274, é "um dos clássicos da história da filosofia e uma das obras mais influentes da literatura ocidental". Ambas influenciaram os escritos da poesia épica de Dante e sua Divina Comédia e, por sua vez, a criação e a teologia sacramental de Dante contribuíram para influenciar escritores como J. R. R. Tolkien e William Shakespeare.
Muitas obras-primas da arte ocidental foram inspiradas por temas bíblicos: desde as esculturas de David e Pietà de Michelangelo, até A Última Ceia de Leonardo da Vinci e as várias pinturas Madonna de Rafael. Existem centenas de exemplos. Eva, a tentadora que desobedece ao mandamento de Deus, é provavelmente a figura mais amplamente retratada na arte. A Renascença preferiu o sensual nu feminino, enquanto a "femme fatale" Dalila do século XIX em diante demonstra como a Bíblia e a arte moldam e refletem as visões das mulheres.
A Bíblia tem muitos rituais de purificação que falam de puro e impuro em termos literais e metafóricos. A etiqueta bíblica do banheiro incentiva a lavagem após todas as ocorrências de defecação, daí a invenção do bidê.

## Arqueologia e pesquisa histórica
A arqueologia bíblica é uma subseção da arqueologia que se relaciona e foca nas escrituras hebraicas e no Novo Testamento. É usada para ajudar a determinar o estilo de vida e as práticas das pessoas que vivem nos tempos bíblicos. Há uma ampla gama de interpretações no campo da arqueologia bíblica. Uma ampla divisão inclui o maximalismo bíblico, que geralmente considera que a maior parte do Antigo Testamento ou da Bíblia hebraica é baseada na história, embora seja apresentada através do ponto de vista religioso de seu tempo. De acordo com o historiador Lester L. Grabbe, há poucos, se houver, maximalistas no mainstream acadêmico. É considerado o extremo oposto do minimalismo bíblico, que considera a Bíblia uma composição puramente pós-exílica (século V a.C. e posteriores). De acordo com Mary-Joan Leith, professora de estudos religiosos, muitos minimalistas ignoraram as evidências da antiguidade da língua hebraica na Bíblia e poucos levam em consideração as evidências arqueológicas. A maioria dos estudiosos e arqueólogos bíblicos e arqueólogos ficam em algum lugar em um espectro entre essas duas correntes de pensamento.

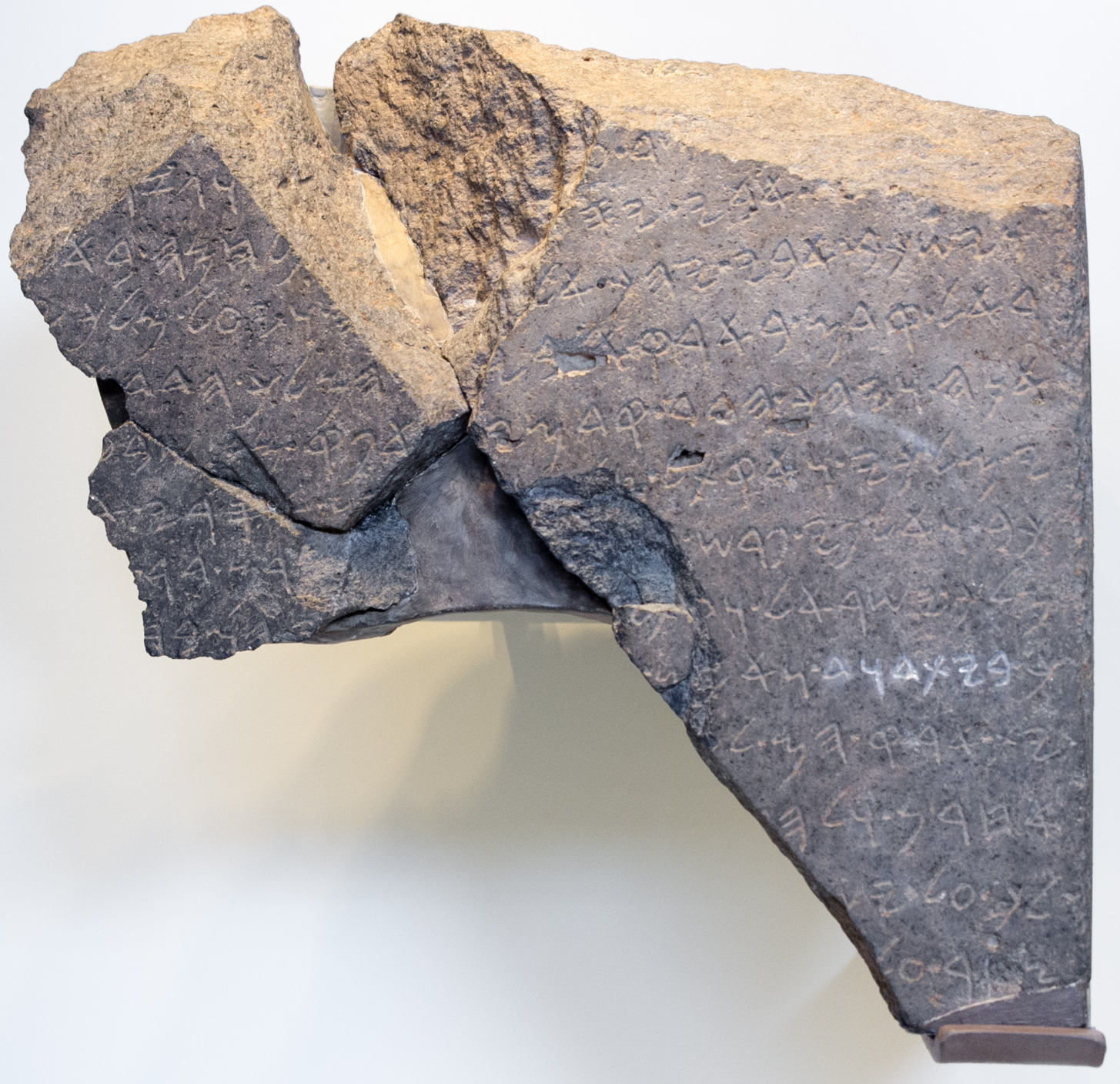
Estela de Tel Dã, Museu de Israel

O relato bíblico dos eventos do Êxodo do Egito na Torá, a migração para a Terra Prometida e o Período dos Juízes são fontes de debate acalorado. Há uma ausência de evidências que comprovem a presença de hebreus no Egito antigo de qualquer fonte egípcia, histórica ou arqueológica. No entanto, como William Dever aponta, essas tradições bíblicas foram escritas muito depois dos eventos que descrevem e são baseadas em fontes agora perdidas e tradições orais mais antigas.
A Bíblia hebraica/Antigo Testamento, antigos textos não bíblicos e arqueologia apoiam o Cativeiro Babilónico começando por volta de 586 a.C. Escavações no sul da Judeia mostram um padrão de destruição consistente com a devastação neoassíria de Judá no final do século VIII e II a.C., Reis 18:13. Em 1993, em Tel Dã, o arqueólogo Avraham Biran desenterrou uma inscrição fragmentária em aramaico, a Estela de Tel Dã, datada do final do século IX ou início do XVIII que menciona um "rei de Israel", bem como uma "casa de Davi". Isso mostra que Davi não poderia ser uma invenção do final do século VI e implica que os reis de Judá traçaram sua linhagem até alguém chamado Davi. No entanto, não há evidências arqueológicas atuais para a existência dos reis Davi e Salomão ou do Primeiro Templo já no século X a.C., onde a Bíblia os coloca.
No século XIX e início do século XX, pesquisas demonstraram que os estudos de Atos dos Apóstolos (Atos) foram divididos em duas tradições, "uma tradição conservadora (em grande parte britânica) que tinha grande confiança na historicidade de Atos e uma menos conservadora (em grande parte alemã) tradição que tinha muito pouca confiança na historicidade de Atos". Pesquisas subsequentes mostram que pouco mudou. O autor Thomas E. Phillips escreve que "neste debate de dois séculos sobre a historicidade de Atos e suas tradições subjacentes, apenas uma suposição parecia ser compartilhada por todos: Atos deveria ser lido como história". Isso também está sendo debatido pelos estudiosos como: a que gênero os Atos realmente pertencem? "Atos é história ou ficção? Aos olhos da maioria dos estudiosos, é história — mas não o tipo de história que exclui a ficção." diz Phillips.
Entre os historiadores não ligados a círculos religiosos, é opinião corrente que a Bíblia em sua maior parte não é um documento histórico confiável. Grande parte do seu conteúdo histórico é considerado mítico, lendário ou alegórico, e não pode ser comprovado por evidências indisputadas externas ao texto, e para muitas passagens foram descobertas evidências que as contradizem frontalmente. Além disso, seu texto contém muitas incongruências, contradições, anacronismos, interpolações tardias, que têm gerado intensas controvérsias e trazido problemas para a interpretação do texto, afirmação de doutrinas e determinação da historicidade.

## Exegese bíblica

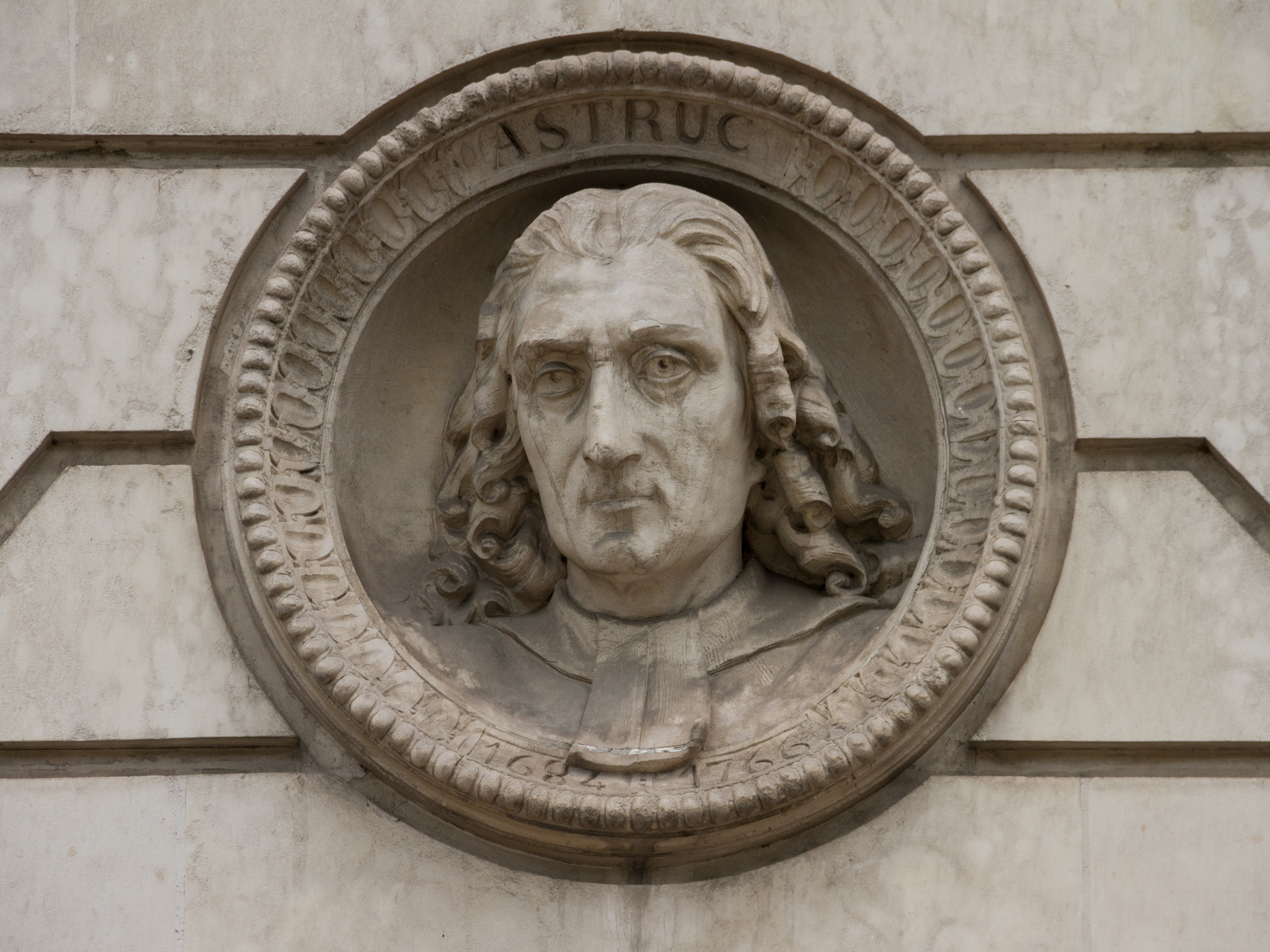
Jean Astruc, muitas vezes chamado de "pai da crítica bíblica", no Centre hospitalier universitaire de Toulouse

A exegese (ou crítica) bíblica refere-se à investigação analítica da Bíblia como texto e aborda questões como história, autoria, datas de composição e intenção autoral. Não é o mesmo que crítica à Bíblia, que é uma afirmação contra a Bíblia ser uma fonte de informação ou orientação ética, nem é uma crítica a possíveis erros de tradução.
A crítica bíblica tornou o estudo da Bíblia secularizado, erudito e mais democrático, ao mesmo tempo que alterou permanentemente a maneira como as pessoas entendiam a Bíblia. A Bíblia não é mais pensada apenas como um artefato religioso e sua interpretação não está mais restrita à comunidade de crentes.
Michael Fishbane escreve: "Há aqueles que consideram a dessacralização da Bíblia como a condição afortunada para o desenvolvimento do mundo moderno". Para muitos, a crítica bíblica "lançou uma série de ameaças" à fé cristã. Para outros, ela "provou ser um fracasso, principalmente devido à suposição de que a pesquisa diacrônica e linear poderia dominar todas e quaisquer questões e problemas decorrentes da interpretação". Outros ainda acreditavam que a crítica bíblica, "despojada de sua arrogância injustificada", poderia ser uma fonte confiável de interpretação.
Fishbane compara a crítica bíblica a Jó, um profeta que destruiu "visões egoístas para uma passagem mais honesta do textus divino para o humano". Ou como diz Rogerson: a crítica bíblica tem sido libertadora para aqueles que querem sua fé "inteligentemente fundamentada e intelectualmente honesta".